# Heidwiller
Heidwiller (Heidlweiler in tedesco) è un comune francese di 645 abitanti situato nel dipartimento dell'Alto Reno nella regione del Grand Est.

## Società

### Evoluzione demografica
Abitanti censiti